# Distrito de Melk
El distrito de Melk es un distrito administrativo (en alemán, verrwaltungsbezirk) del Estado de Baja Austria (Austria). Tiene una población estimada, a principios de 2021, de 78.281 habitantes.
La capital del distrito es la ciudad de Melk.

## División administrativa

### Localidades con población (año 2018)
- Artstetten-Pöbring 1184
- Bergland 1909
- Bischofstetten 1176
- Blindenmarkt 2712
- Dorfstetten 584
- Dunkelsteinerwald 2390
- Emmersdorf an der Donau 1778
- Erlauf 1069
- Golling an der Erlauf 1514
- Hofamt Priel 1675
- Hürm 1828
- Kilb 2543
- Kirnberg an der Mank 1070
- Klein-Pöchlarn 991
- Krummnußbaum 1500
- Leiben 1362
- Loosdorf 3794
- Mank 3219
- Marbach an der Donau 1677
- Maria Taferl 887
- Melk 5529
- Münichreith-Laimbach 1662
- Neumarkt an der Ybbs 1919
- Nöchling 1077
- Persenbeug-Gottsdorf 2201
- Petzenkirchen 1311
- Pöchlarn 3912
- Pöggstall 2435
- Raxendorf 1050
- Ruprechtshofen 2315
- Schollach 976
- Schönbühel-Aggsbach 981
- St. Leonhard am Forst 2989
- St. Martin-Karlsbach 1659
- St. Oswald 1124
- Texingtal 1615
- Weiten 1094
- Ybbs an der Donau 5653
- Yspertal 2007
- Zelking-Matzleinsdorf 1,214

### Municipios
Barrios, aldeas y otras subdivisiones de los municipios se indican con letras pequeñas.
- Artstetten-Pöbring
  - Aichau, Artstetten, Dölla, Fritzelsdorf, Hart, Hasling, Lohsdorf, Nussendorf, Oberndorf, Payerstetten, Pleißing, Pöbring, Schwarzau, Trennegg, Unterbierbaum
- Bergland
  - Bergland, Gumprechtsberg, Holzing, Landfriedstetten, Plaika, Ratzenberg, Ratzenberg, Wohlfahrtsbrunn
- Bischofstetten
  - Bischofstetten, Buchgraben, Christenberg, Dörfl, Großa, Grünwies, Haag, Haberg, Hanau, Hintergrub, Mitterschildbach, Neubing, Niederbauern, Oberschildbach, Oberweg, Rametzhofen, Sierning, Strohdorf, Tonach, Unterschildbach, Unterweg, Winkelsdorf, Zauching
- Blindenmarkt
  - Atzelsdorf, Blindenmarkt, Kottingburgstall, Weitgraben
- Dorfstetten
  - Forstamt, Wimbergeramt
- Dunkelsteinerwald
  - Aichberg, Besenbuch, Bichl, Bittersbach, Dürnbach, Eckartsberg, Gansbach, Gerolding, Häusling, Heitzing, Hessendorf, Himberg, Hohenwarth, Kicking, Kochholz, Krapfenberg, Lanzing, Lerchfeld, Lottersberg, Maierhöfen, Mauer bei Melk, Neu-Gerolding, Neuhofen, Nölling, Nonnenhöfen, Oed, Ohnreith, Pfaffing bei Mauer, Pinnenhöfen, Schwaigbichl, Thal, Umbach, Ursprung
- Emmersdorf an der Donau
  - Emmersdorf an der Donau, Fahnsdorf, Goßam, Grimsing, Hain, Hofamt, Luberegg, Mödelsdorf, Pömling, Rantenberg, Reith, Schallemmersdorf, St. Georgen
- Erlauf
  - Erlauf, Harlanden, Knocking, Maierhofen, Niederndorf, Ofling, Steinwand, Wolfring
- Golling an der Erlauf
  - Golling, Hinterleiten, Neuda, Sittenberg
- Hofamt Priel
  - Hofamt Priel, Rottenberg, Rottenhof, Weins, Ysperdorf
- Hürm
  - Arnersdorf, Atzing, Diendorf, Grub, Hainberg, Harmersdorf, Hösing, Hürm, Inning, Kronaberg, Löbersdorf, Maxenbach, Mitterradl, Murschratten, Neustift bei Sooß, Oberhaag, Oberradl, Ober-Siegendorf, Ober-Thurnhofen, Pöttendorf, Scharagraben, Schlatzendorf, Seeben, Sooß, Unterhaag, Unter-Siegendorf, Unter-Thurnhofen
- Kilb
  - Braunöd, Bühren, Dörfl, Dornhof, Feld, Fleischessen, Fohra, Fohrafeld, Freyen, Gartling, Glosbach, Graben, Graben bei Haag, Grub bei Kilb, Guglberg, Hauersdorf, Haxenöd, Heinrichsberg, Hohenbrand, Hummelbach, Kettenreith, Kilb, Kohlenberg, Laach, Maierhöfen, Mallau, Niederhofen, Oberneuberg, Panschach, Petersberg, Rametzberg, Ranzenbach, Ruttersdorf, Schlögelsbach, Schützen, Taubenwang, Teufelsdorf, Umbach, Unterneuberg, Unterschmidbach, Volkersdorf, Waasen bei Kilb, Wiesenöd, Wötzling
- Kirnberg an der Mank
  - Artlehen, Außerreith, Furth, Innerreith, Kimming, Kirnberg an der Mank, Kroisbach, Maierhöfen, Obergraben, Oed an der Mank, Pöllaberg, Ranitzhof, Sattlehen, Strohhof, Untergraben, Wolfsbach, Wolfsbach, Wolfsmath
- Klein-Pöchlarn
- Krummnußbaum
  - Annastift, Diedersdorf, Holzern, Krummnußbaum, Neustift, Wallenbach
- Leiben
  - Ebersdorf, Kaumberg, Lehen, Leiben, Losau, Mampasberg, Urfahr, Weinzierl, Weitenegg
- Loosdorf
  - Albrechtsberg an der Pielach, Loosdorf, Neubach, Rohr, Sitzenthal
- Mank
  - Aichen, Altenhofen, Anzenbach, Bodendorf, Busendorf, Dorna, Fohra, Fritzberg, Gries, Großaigen, Hagberg, Hörgstberg, Hörsdorf, Kälberhart, Kleinaigen, Kleinzell, Lehen, Loipersdorf, Loitsbach, Loitsdorf, Mank, Massendorf, Münichhofen, Nacht, Oberschmidbach, Pichlreit, Pölla, Poppendorf,  Ritzenberg, Rührsdorf, Simonsberg, St. Frein, St. Haus, Strannersdorf, Wies, Wolkersdorf
- Marbach an der Donau
  - Auratsberg, Friesenegg, Granz, Kracking, Krummnußbaum an der Donauuferbahn, Marbach an der Donau, Schaufel
- Maria Taferl
  - Maria Taferl, Obererla, Oberthalheim, Reitern, Untererla, Unterthalheim, Unterthalheim, Wimm
- Melk
  - Großpriel, Kollapriel, Melk, Pielach, Pielachberg, Pöverding, Rosenfeld, Schrattenbruck, Spielberg, Winden
- Münichreith-Laimbach
  - Edelsreith, Eggathon, Gmaining, Kehrbach, Kollnitz, Laimbach am Ostrong, Mayerhofen, Münichreith, Pargatstetten, Rappoltenreith
- Neumarkt an der Ybbs
  - Kemmelbach, Neumarkt an der Ybbs
- Nöchling
  - Artneramt, Baumgartenberg, Freigericht, Gulling, Mitterndorf, Niederndorf, Niederndorf, Nöchling
- Persenbeug-Gottsdorf
  - Gottsdorf, Hagsdorf, Loja, Metzling, Persenbeug
- Petzenkirchen
- Pöchlarn
  - Am Rechen, Brunn an der Erlauf, Ornding, Pöchlarn, Rampersdorf, Röhrapoint, Wörth
- Pöggstall
  - Annagschmais, Arndorf, Aschelberg, Bergern, Brennhof, Bruck am Ostrong, Dietsam, Gerersdorf, Gottsberg, Grub bei Aschelberg, Grub bei Neukirchen am Ostrong, Haag, Krempersbach, Krumling, Laas, Landstetten, Loibersdorf, Muckendorf, Mürfelndorf, Neukirchen am Ostrong, Oberbierbaum, Oberdörfl, Oberhohenau, Oed, Pöggstall, Pömmerstall, Prinzelndorf, Sading, Straßreith, Unterhohenau, Wachtberg, Weinling, Weißpyhra, Würnsdorf, Würnsdorf, Zöbring
- Raxendorf
  - Afterbach, Braunegg, Eibetsberg, Feistritz, Klebing, Laufenegg, Lehsdorf, Mannersdorf, Moos, Neudorf, Neusiedl am Feldstein, Neusiedl bei Pfaffenhof, Ottenberg, Ottenberg, Pfaffenhof, Pölla, Raxendorf, Robans, Steinbach, Troibetsberg, Walkersdorf, Zehentegg, Zeining, Zogelsdorf
- Ruprechtshofen
  - Baulanden, Brunnwiesen, Etzen, Fittenberg, Fohregg, Geretzbach, Graben, Grabenegg, Grub, Hofstetten, Hofstetten, Hohentann, Hub, Kagelsberg, Kalcha, Koth, Kronberg, Kühberg, Lasserthal, Lehen, Naspern, Ockert, Oed, Rainberg, Reisenhof, Riegers, Rottenhof, Ruprechtshofen, Schlatten, Simhof, Sinhof, Weghof, Wies, Zinsenhof, Zwerbach
- Sankt Leonhard am Forst
  - Aichbach, Altenhofen, Apfaltersbach, Au, Brandstatt bei Au, Brandstatt bei Oed, Dangelsbach, Diesendorf, Eisguggen, Eselsteiggraben, Fachelberg, Gassen, Geigenberg, Grillenreith, Grimmegg, Großweichselbach, Grub bei Harbach, Haindorf, Harbach, Haslach, Hochstraß, Hohenreith, Hörgerstall, Hub an der Mank, Kerndl, Kleinweichselbach, Kühberg, Lachau, Lehenleiten, Lunzen, Neusiedl, Oed bei Haslach, Pöllendorf, Pühra, Reith bei Vornholz, Reith bei Weichselbach, Rinn, Ritzenberg, Ritzengrub, Sandeben, Schönbuch, Schweining, Seimetzbach, St. Leonhard am Forst, Steghof, Steinbach, Straß, Thal, Urbach, Vornholz, Wegscheid, Ziegelstadl
- Sankt Martin-Karlsbach
  - Ennsbach, Hengstberg, Karlsbach, Neuhaus, St. Martin am Ybbsfelde
- Sankt Oswald
  - Fünflingeramt, Loseneggeramt, St. Oswald, Stiegeramt, Urthaleramt
- Schollach
  - Anzendorf, Groß-Schollach, Klein-Schollach, Merkendorf, Roggendorf, Schallaburg, Steinparz
- Schönbühel-Aggsbach
  - Aggsbach-Dorf, Aggstein, Berging, Gschwendt, Hub, Schönbühel an der Donau, Siedelgraben, Wolfstein
- Texingtal
  - Altendorf, Bach, Fischbach, Großmaierhof, Haberleiten, Hinterberg, Hinterholz, Hinterleiten, Kleinmaierhof, Mühlgraben, Panholz, Plankenstein, Reinöd, Rosenbichl, Schwaighof, Sonnleithen, St. Gotthard, Steingrub, Straß bei Texing, Texing, Walzberg, Weißenbach
- Weiten
  - Eibetsberg, Eitental, Filsendorf, Jasenegg, Mollenburg, Mollendorf, Mörenz, Nasting, Rafles, Seiterndorf, Streitwiesen, Tottendorf, Weiten, Weiterndorf
- Ybbs an der Donau
  - Donaudorf, Göttsbach, Sarling, Sarling, Säusenstein, Ybbs an der Donau
- Yspertal
  - Haslau, Kapelleramt, Nächst Altenmarkt, Wimberg, Yspertal
- Zelking-Matzleinsdorf
  - Anzenberg, Anzenberg, Arb, Bergern, Einsiedl, Freiningau, Gassen, Hofstetten, Maierhöfen, Mannersdorf, Matzleinsdorf, Zelking